# Matt Sorum

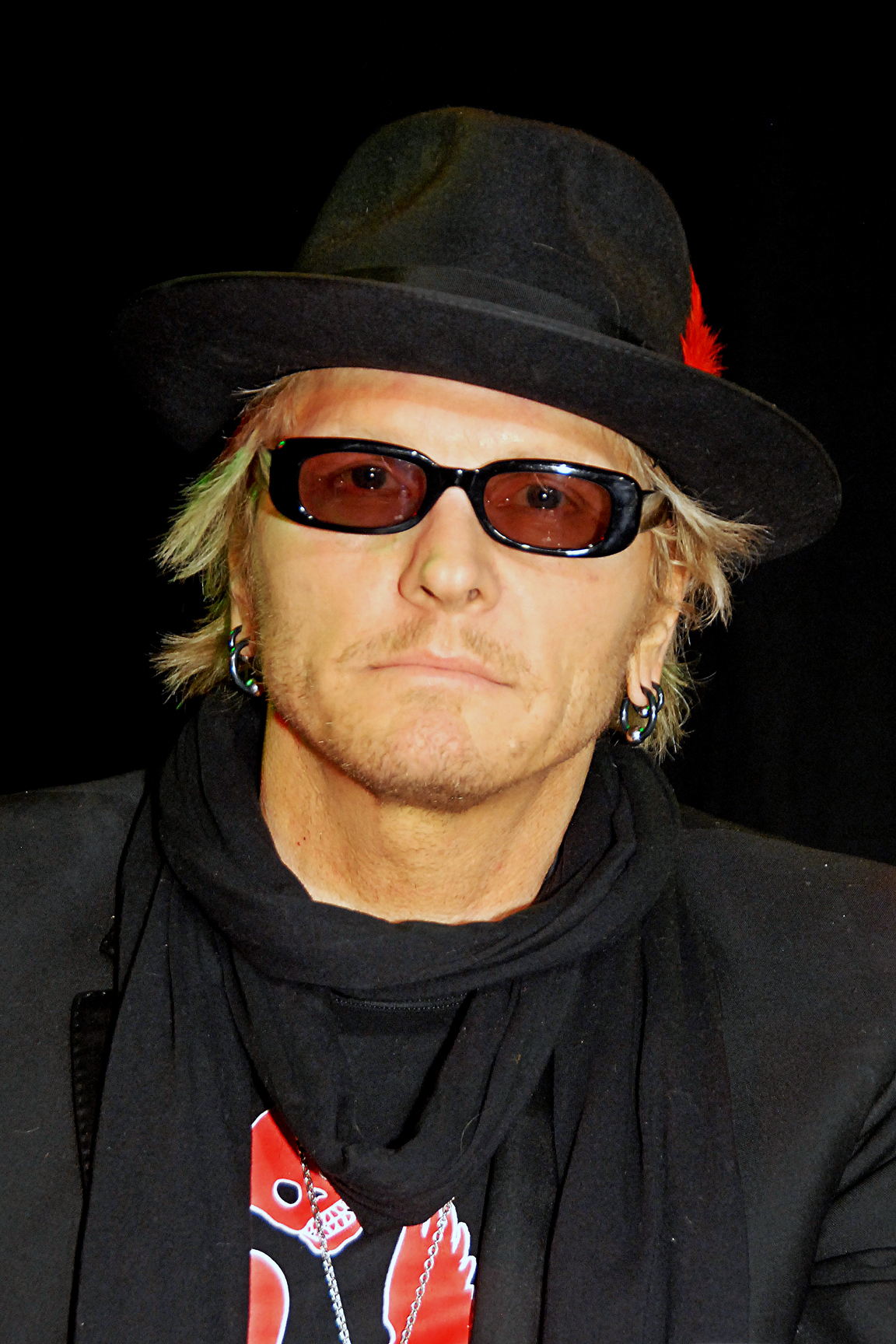
Matt Sorum (2012)

Matt Sorum (* 19. November 1960 in Long Beach, Kalifornien) ist ein US-amerikanischer Schlagzeuger, der seit 2003 bei der Rockband Velvet Revolver tätig ist. Vorher spielte er bei den Neurotic Outsiders und The Cult mit und ersetzte 1990 Steven Adler bei Guns N’ Roses. Dort stieg er 1997 wieder aus.

## Leben
Sorum fing mit dem Schlagzeugspiel an, als er Ringo Starr von den Beatles in der Ed Sullivan Show spielen sah. Seine Brüder Mark und Mike brachten ihm Lieder von Jimi Hendrix, Cream und den Doors näher. Er gründete eine Highschool-Band mit dem Namen Prophecy. Mit 14 Jahren spielte er in Clubs wie The Starwood, dem Whisky a Go Go und Gazzarri's Crazy Horse West. Andere Bands, die dort spielten, waren unter anderem Van Halen und Devo.
Nach seinem Highschool-Abschluss verließ Sorum Prophecy, packte seine Sachen und bestieg mit 40 US-Dollar und einem Rucksack seinen 64'er Rambler Station Wagon. Beim Jammen im Central Club, der jetzt The Viper Room heißt, traf er den Gitarristen Gregg Wright und ging mit ihm auf Tour im Süden der Vereinigten Staaten. Im Alter von 19 hielt sich Sorum in New Orleans auf und spielte in Clubs wie dem Jimmy's and OL' Man Rivers. Nachdem er nach Los Angeles zurückgekehrt war, spielte er mit Shaun Cassidy, Belinda Carlisle und Solomon Burke einige Gigs. Das Ergebnis war, dass Sorum bald in der ganzen Stadt als guter Drummer bekannt und dafür berüchtigt war, in circa zehn Bands gleichzeitig zu spielen.
Während eines Konzerts in einem Flughafenhotel traf er dann Tori Amos. Die beiden mochten sich sofort und gründeten Y Kant Tori Read. Nachdem sie für zwei Jahre nur in Clubs gespielt hatten, bekamen sie bei Atlantic Records einen Plattenvertrag; das Album floppte jedoch. Daraufhin beschloss Amos, eine Solokarriere zu starten, und Sorum nahm 1987 mit der The Jeff Paris Band ein Album für Polygram auf. 1988 hörte Sorum von einer Audition der britischen Band The Cult. Er spielte vor und wurde sofort als Drummer genommen.
Die nächsten beiden Jahre verbrachten The Cult mit Metallica und Aerosmith auf Tour. Die Tour endete im Sommer 1990.
Im Sommer 1990 musste der Schlagzeuger Steven Adler aufgrund seines Drogenkonsums die Hard-Rock-Band Guns N’ Roses verlassen. Guns N’ Roses probten mit einigen Drummern, darunter Adam Maples von Sea Hags und Martin Chambers von den Pretenders, um einen Nachfolger für Adler zu finden. Die Band befand keinen der Kandidaten als gut genug. Slash erinnerte sich an den Drummer, den er bei einem Gig von The Cult im Universal Amphitheater gesehen hatte und fragte Sorum kurzerhand, ob er nicht bei Guns N’ Roses einsteigen wolle. Die Band war begeistert von ihm.

“They liked me for what I was doing – rock solid drumming.”

„Sie mochten mich für das, was ich tat – grundsolides Schlagzeugspielen.“

“The fact that Matt could play and fit in is what saved us. If we hadn't found somebody it would ultimately have been the demise of the band. Matt's been capable of keeping up with it, if not enhancing it totally, and bringing new stuff to it.”

Nachdem sie nur einen Monat zusammen geprobt hatten, begannen die Aufnahmen zum Use-Your-Illusion-Doppelalbum. Nach den Aufnahmen ging die Band für ganze drei Jahre auf Tour. Sorums erster Auftritt mit Guns N’ Roses war beim Festival Rock in Rio vor 140.000 Fans.

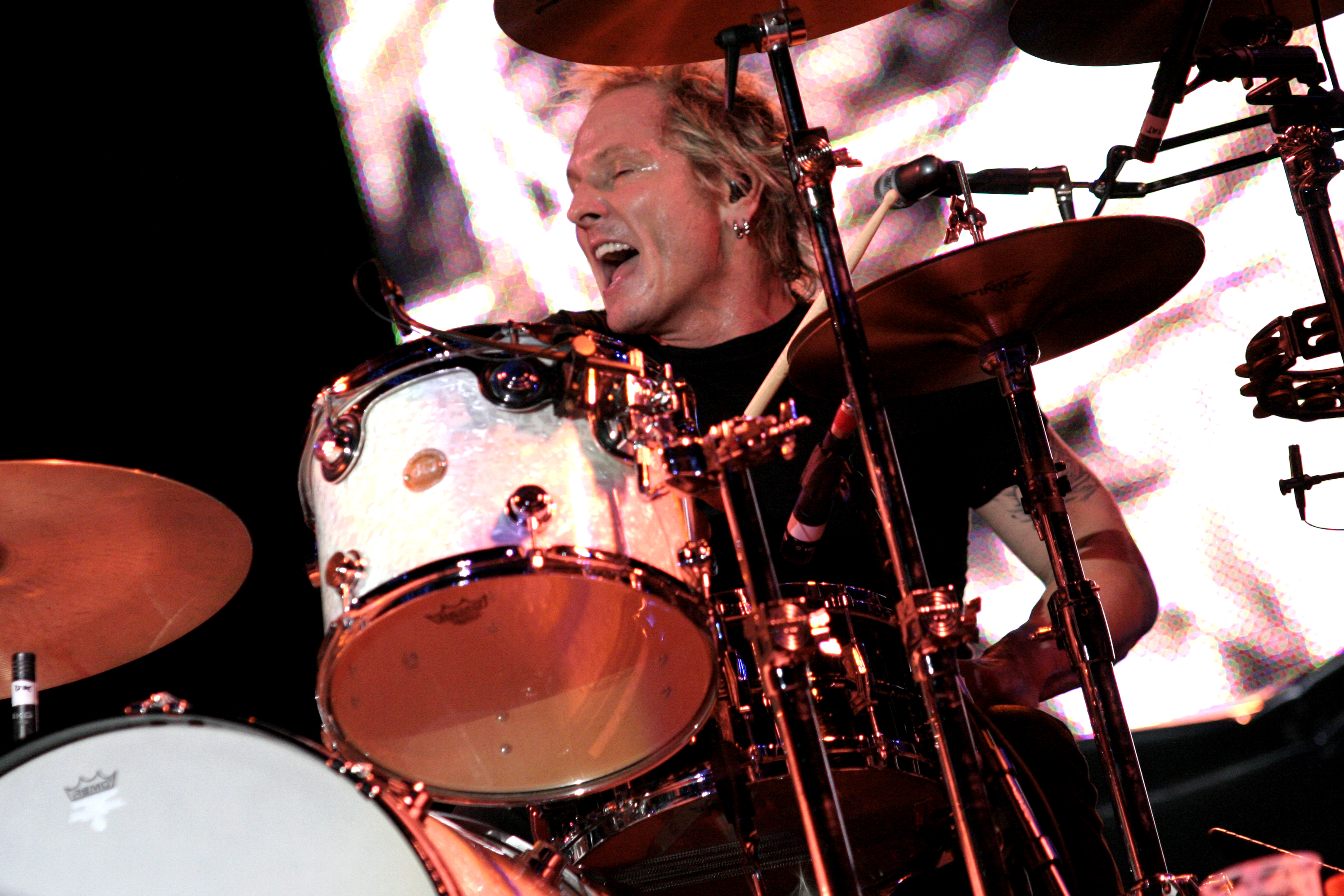
Matt Sorum (2007)

Ihm gefielen vor allem die Live-Shows mit seiner neuen Band: „We don't have a set list. Rather we have a pick list. Sometimes it'll be 30 seconds before we go on-stage when Axl calls out whatever he thinks he can sing first. The second number – ‘Mr Brownstone’ – is set because I go into it. I play timpani. I hated this way of working at first, but I love it now 'cos it's fresh, especially when you're on a two-year tour. And we're so at ease with playing on big stages now. So if Axl throws out a song we haven't played for six months it might be a little shaky, but we're not freaking out about it. There's an adrenaline rush every night.“
Er wurde zweimal für den Grammy nominiert und gewann zwei MTV Awards. Nach der Tournee mit Guns N’ Roses gründete Sorum mit Steve Jones (Sex Pistols), John Taylor (Duran Duran) und Duff McKagan die Band Neurotic Outsiders und nahm mit ihnen 1996 eine Platte bei Maverick Records auf. Sie spielten einmal die Woche im Viper Room.
Mit ihnen spielten ab und an Gäste wie Billy Idol, Brian Setzer, Simon Le Bon und Iggy Pop. Im Frühjahr 1996 war Sorum Teil der Hausband, die zur Eröffnung des Hard Rock Hotel and Casino in Las Vegas Künstler wie Seal, Bo Diddley, Melissa Etheridge und B. B. King musikalisch begleitete. Mit Sammy Hagar und Don Was spielte Sorum beim Elvis Presley Tribute in Memphis und trat mit Billy Idol bei Jay Leno auf. Matt Sorum spielte mit dem Buddy Rich Orchestra auf den Platten Burnin und For Buddy, die von Neil Peart (Rush) produziert wurden.
Er spielte auch auf einigen Stücken auf den Soloalben von Duff McKagan und Gilby Clarke und war Drummer bei Slash’s Snakepit.
Im Sommer 1997 verließ er Guns N’ Roses. In der Zeit bis 1999 arbeitete er unter anderem mit Sammy Hagar, Poe, Lanny Cordola, Candlebox, Sen-Dog von Cypress Hill, der Blueslegende Little Milton und Ronnie Spector. 1999 ging er wieder mit The Cult auf Tour und nahm mit ihnen das von Bob Rock produzierte Album Beyond Good and Evil auf. Danach gingen sie wieder auf Welttournee, die bis 2001 dauerte. Im Winter 2001 war er mit Aerosmith auf Tour.
2003 folgte in einem Studio in Los Angeles eine Jamsession mit Duff McKagan, Slash, Izzy Stradlin und Dave Kushner. Daraus entstand die Band Velvet Revolver, die bislang zwei Alben, Contraband (2003) und Libertad (2007), veröffentlichte.
Im selben Jahr spielte Sorum mit seiner Band Camp Freddy einige Konzerte. Gäste waren unter anderem Kid Rock, Macy Grey, Perry Farrell Robbie Williams, Izzy Stradlin, Slash und Duff McKagan.
Sorum veröffentlichte im Oktober 2003 sein erstes Soloalbum. Im März 2014 erschien sein Soloalbum Stratosphere unter dem Bandnamen Matt Sorum’s Fierce Joy, auf dem er Gesang, Gitarre und Klavier übernahm.
Im Oktober 2013 heiratete Matt Sorum seine langjährige Freundin Adriane „Ace“ Harper. Auf der Hochzeitsfeier spielte unter anderem Glenn Hughes. Im Juni 2021 kam ihre Tochter auf die Welt.

## Diskographie
Mit Hawk
- Hawk (1986)

Mit Y Kant Tori Read
- Y Kant Tori Read (1988)

Mit Guns N’ Roses
- Use Your Illusion I (1991)
- Use Your Illusion II (1991)
- The Spaghetti Incident? (1993)

Mit Slash's Snakepit

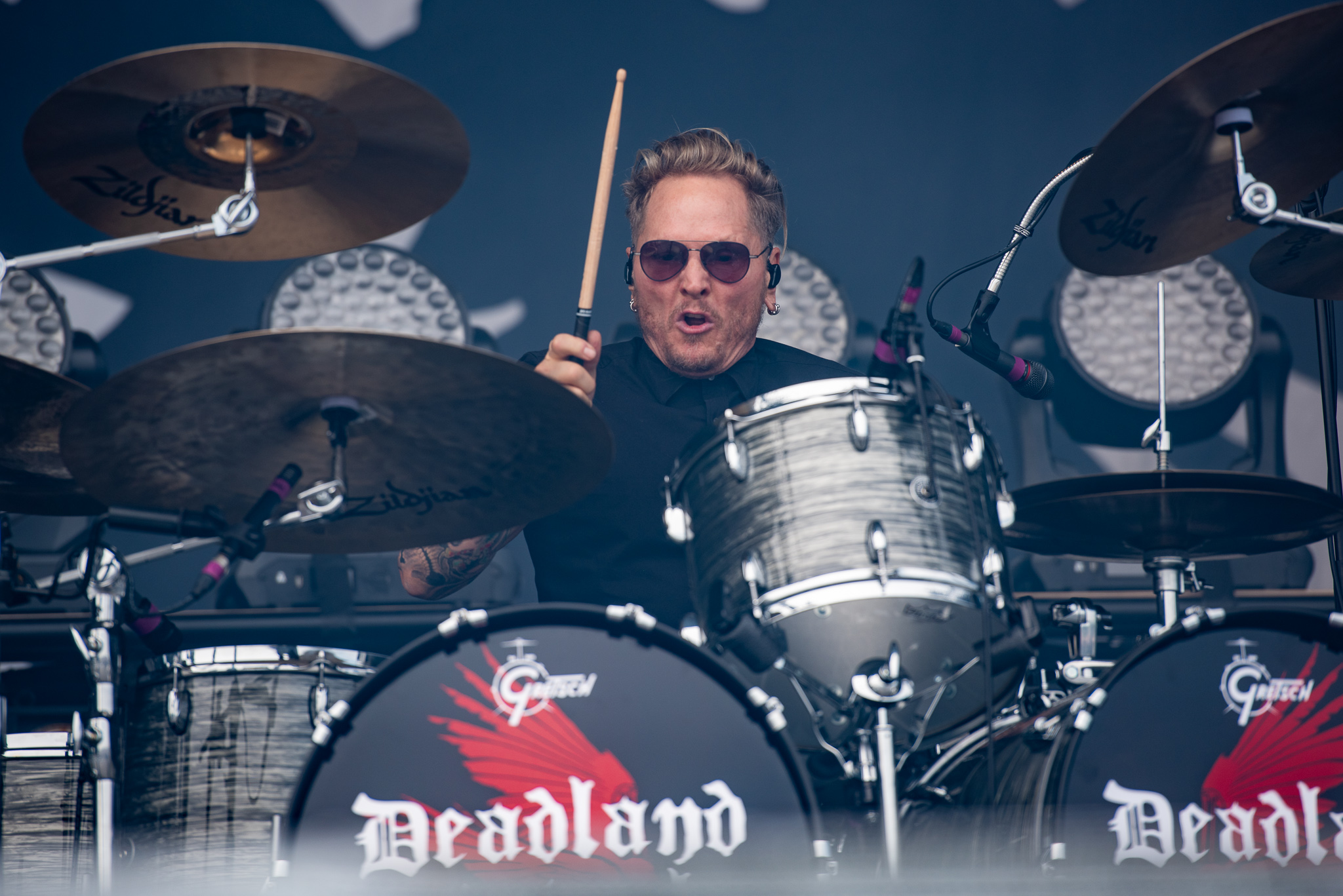
Matt Sorum (2019)

- It's Five O’Clock Somewhere (1995)

Mit Neurotic Outsiders
- Neurotic Outsiders (1996)

Mit The Cult
- Beyond Good And Evil (2001)

Mit Velvet Revolver
- Contraband (2004)
- Libertad (2007)

Solo
- Hollywood Zen (2003)

Matt Sorum’s Fierce Joy
- Stratosphere (2014)